# Guerra comercial entre Corea del Sur y Japón
La guerra comercial entre Corea del Sur y Japón fue un conflicto comercial ocurrido de 2019 a 2023. El conflicto fue causado por la jurisdicción de la Corte Suprema de Corea del Sur cuando el tribunal falló a favor de permitir que las personas demanden a las empresas japonesas por daños en tiempos de guerra.
El gobierno japonés citó oficialmente la causa del conflicto porque el gobierno de Corea del Sur supuestamente no cumplía con las regulaciones de seguridad de control de exportaciones e ignoraba la solicitud del gobierno japonés de mantener un diálogo comercial bilateral durante tres años, pero también se caracterizó por una disputa sobre legado de Colonialismo japonés de la península coreana de 1910 a 1945, particularmente el tema del "trabajo forzoso" y la compensación Mujeres de consuelo.

## Historia

### Comienzo de la disputa

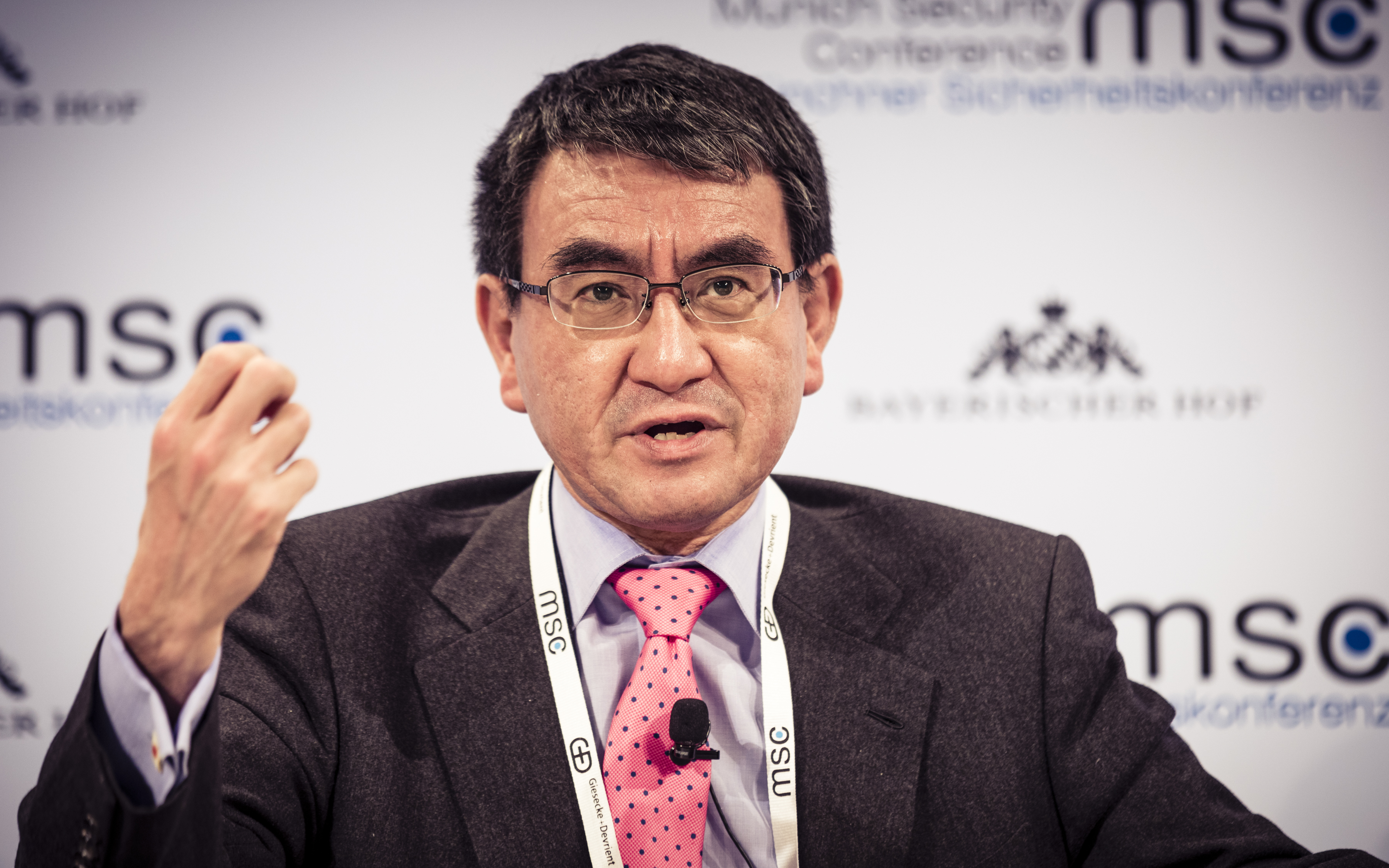
Tarō Kōno, el ex ministro de Relaciones Exteriores de Japón

El 1 de julio, Japón anunció que restringiría la exportación de productos químicos que son críticos para la industria de semiconductores de Corea del Sur. Estos materiales se denominaron poliimida fluorada, fotorresistentes y fluoruro de hidrógeno Estas decisiones, vigentes a partir del 4 de julio, imponen nuevas restricciones a la industria, incluido un proceso de licencia, obligando a los exportadores a buscar la aprobación de cada envío hasta 90 días. El gobierno de Corea del Sur respondió que el gobierno japonés está mostrando "represalias económicas" hacia un asunto que fue decidido por la Corte Suprema de Corea del Sur, cuyas decisiones no pueden ser alteradas por el Gobierno de Corea del Sur.
Representantes de Japón y Corea del Sur sostuvieron una reunión en Tokio el 12 de julio para discutir el empeoramiento de las relaciones diplomáticas entre los dos países, pero no lograron resolver el problema.
Los dos países abordaron el tema de las restricciones a las exportaciones de alta tecnología a OMC en Ginebra el 24 de julio, donde enviaron a altos funcionarios. Japón envió al director general de asuntos económicos del Ministerio de Relaciones Exteriores, Shingo Yamagami. Corea del Sur también envió al viceministro de Comercio, Kim Seung-ho.

### Eliminación de Corea del Sur de la lista blanca de comercio
El 2 de agosto, el gabinete japonés aprobó la eliminación de Corea del Sur de la "lista blanca". Los países que tienen el estatus más favorecido como socios comerciales, consistieron en 27 países. La decisión se produjo después de los comentarios públicos de 40,000 personas, que a más del 90% están a favor. El ministro de Comercio, Hiroshige Sekō, dijo que la medida comercial no tenía la intención de dañar los lazos bilaterales de ambos países. La decisión del gobierno japonés de rebajar y eliminar a Corea del Sur de la lista blanca entra en vigencia el 28 de agosto de 2019, 21 días después de la promulgación publicado en KANPO, la gaceta oficial del gobierno japonés (7 de agosto).

## Reacciones
La postura del gobierno de Corea del Sur sobre la disputa es que el control de las exportaciones de Japón es infundado e injusto. Sostiene que tiene un sistema de control suficiente y que la falta de comunicación estaba en el extremo de Japón. Afirmaron además que el control de las exportaciones de Japón viola el derecho internacional y será perjudicial y perjudicial para las economías de ambos países y el mercado global. El gobierno de Corea del Sur instó a Japón a retirar su control de exportaciones, ya que afirman que dañaría aún más su relación.
El gobierno de Corea del Sur, liderado por el Primer Viceministro de Relaciones Exteriores, Cho Sei-Young, convocó al embajador japonés para presentar la protesta contra las restricciones a la exportación por parte de Japón el 1 de julio. El ministro de Comercio, Industria y Energía, Sung Yun-Mo, calificó la medida de Japón de "profundamente lamentable".
En respuesta a la medida de Japón, el 5 de julio, un grupo de surcoreanos salió a la calle para anunciar un boicot a los productos japoneses. Desde entonces, muchos surcoreanos decidieron boicotear todos los productos e importaciones japoneses, incluidos alimentos y bebidas, cosméticos, vehículos y ropa. Algunos también cancelaron los viajes programados a Japón.

### Eliminación de Japón de la lista blanca de comercio

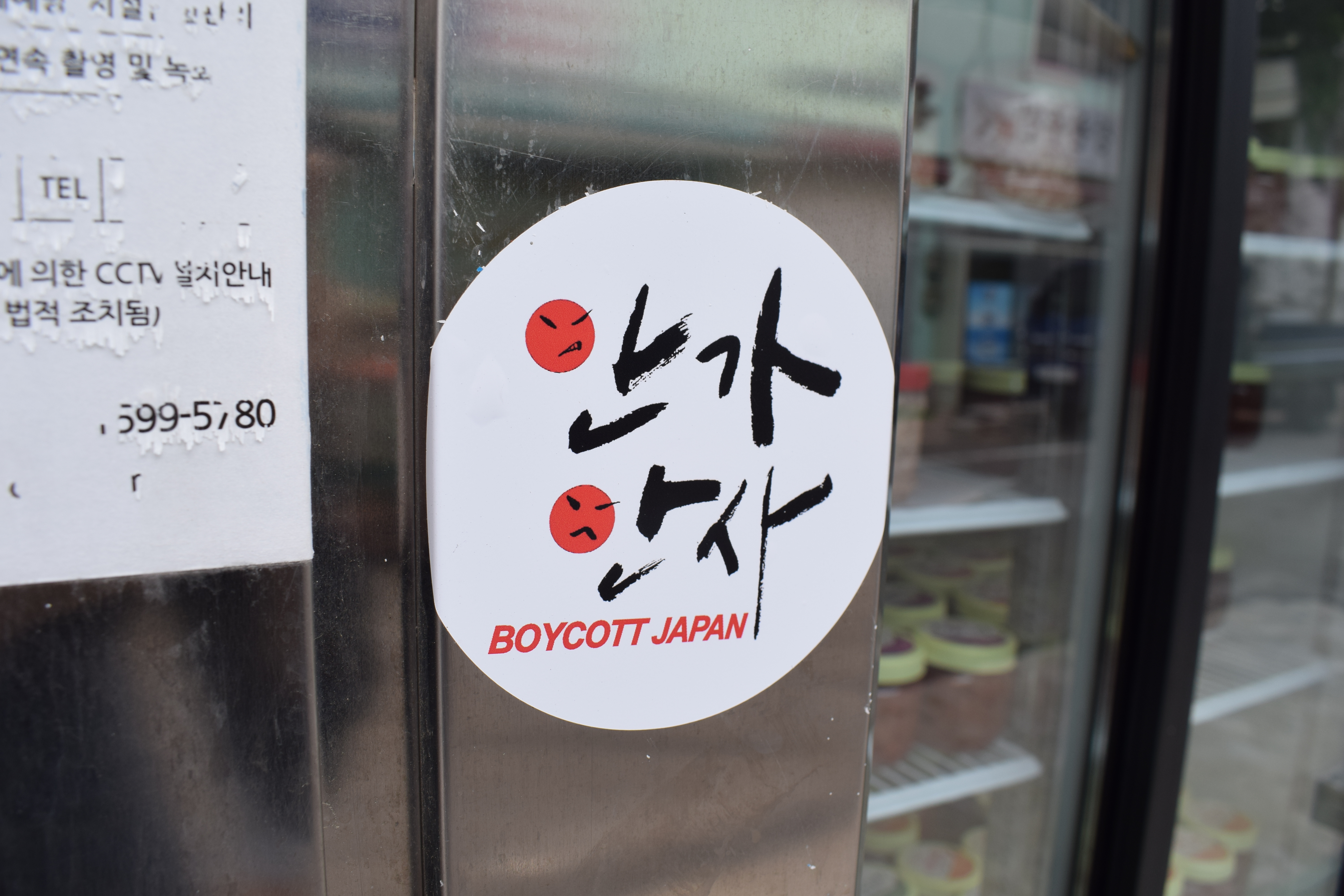
Pegatina "Boicot a Japón (Boycott Japan)" en la tienda en Mokpo

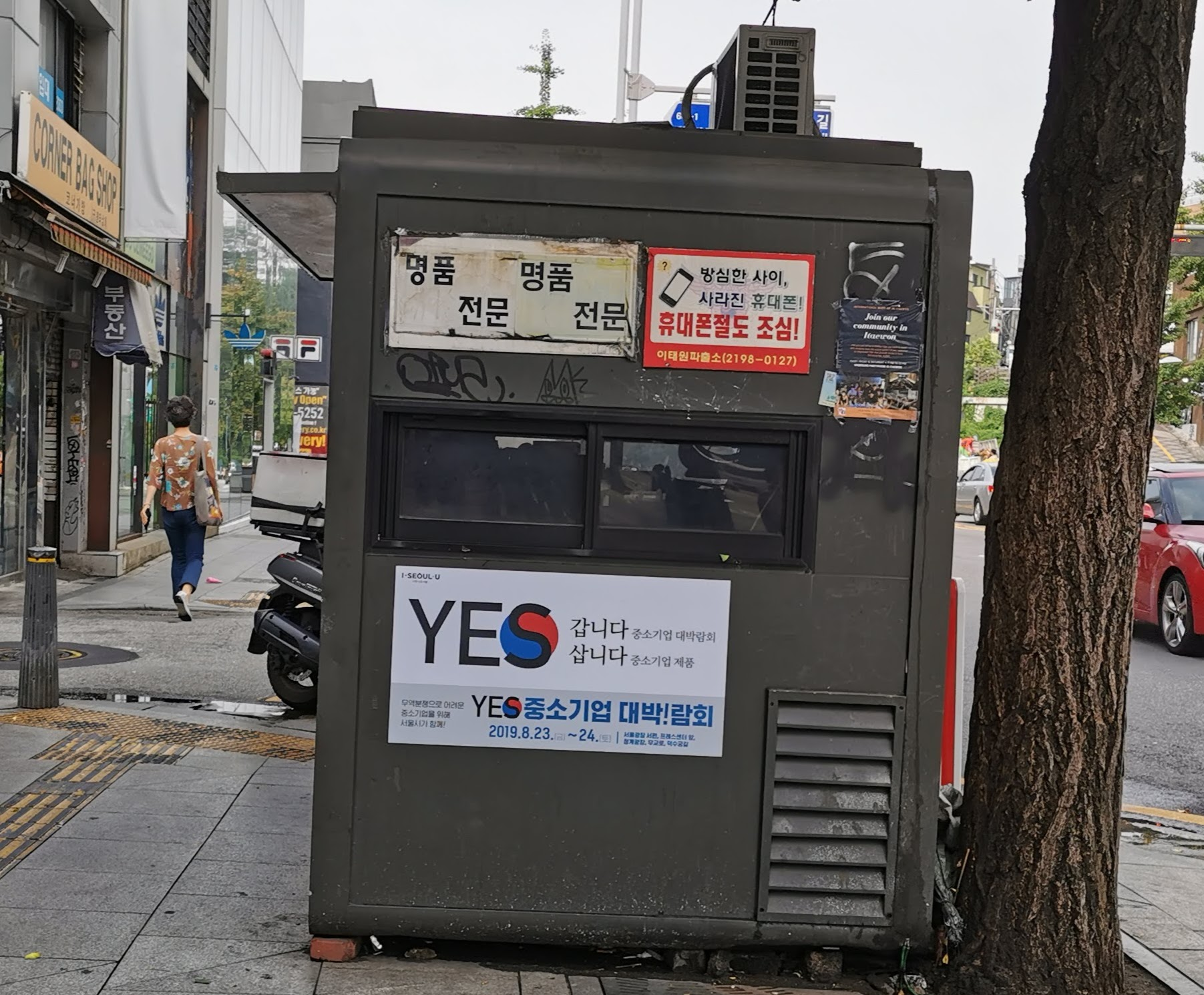
Aboga por comprar productos coreanos en Itaewon, Seúl

El 12 de agosto, el gobierno de Corea del Sur está tomando medidas para eliminar a Japón de la propia "Lista Blanca" del país. La decisión surte efecto el 18 de septiembre de 2019 después de que el gobierno complete su proceso de recopilación de opinión pública a través de sitios web y correos electrónicos del gobierno del 14 de agosto al 3 de septiembre, el 91% de las opiniones estaban a favor de la revisión.

### Queja a la Organización Mundial de Comercio (OMC)
El Ministerio de Comercio, Industria y Energía de Corea del Sur anunció que presentará una queja ante la OMC el 11 de septiembre por los controles y restricciones más estrictos de las exportaciones japonesas de tres materiales. La ministra de Comercio, Yoo Myung-hee, dijo que describió las restricciones como un "acto discriminatorio dirigido directamente a Corea del Sur, y fue motivado políticamente".
El 20 de septiembre, el ministro de Comercio de Japón, Isshu Sugawara, anunció que sostendrá conversaciones con Corea del Sur.

### Negociación comercial bilateral
Como parte del procedimiento de solución de diferencias de la OMC en virtud del cual Corea del Sur solicitó conversaciones bilaterales, representante de Corea del Sur y Japón sostienen conversaciones comerciales bilaterales en Ginebra, la primera ronda se celebró el 11 de octubre. Si no resuelve el problema, Corea del Sur solicitará al Órgano de Solución de Controversias de la OMC que establezca un panel para pronunciarse sobre el tema.

## Terminación del Acuerdo de Inteligencia de Intercambio Militar
Como represalia contra la decisión de Japón de restringir la exportación de materiales de alta tecnología y eliminar a Corea del Sur de su "lista blanca" de exportación, Corea del Sur decidió la terminación del Acuerdo de Seguridad General de Información Militar (GSOMIA; General Security of Military Information Agreement). El GSOMIA es un acuerdo firmado en noviembre de 2016 por Corea del Sur y Japón para compartir información confidencial sobre las amenazas de Corea del Norte.
El diputado de la oficina de seguridad nacional de la Casa Azul, Kim You-geun, anunció el 22 de agosto que Corea del Sur decidió dar a Japón el aviso de 90 días para terminar el pacto de intercambio de inteligencia militar. GSOMIA permanece vigente hasta el 23 de noviembre.